# Мімаропа
Мімаропа — адміністративний регіон на Філіппінах, позначається як регіон IV-B. Назва регіону є абревіатурою назв його провінцій: Міндоро (поділяється на Західний Міндоро та Східний Міндоро), Маріндук, Ромблон і Палаван. Цей регіон також відомий під назвою Південні Тагальські острови.
Регіон був частиною нині неіснуючої Південно-Тагальської області до 17 травня 2002 року. 23 травня 2005 року Палаван і місто Пуерто-Принсеса були віднесені до регіону Західні Вісаї. Проте 19 серпня 2005 року тодішній президент Арройо відклав виконання цього рішення на невизначений час.
Місто Калапан є адміністративним центром регіону. Проте, більшість регіональних державних установ знаходяться в місті Кесон, Метро Маніла.
В регіоні широко поширена тагальська мова. Проте, крім тагальської в різних провінціях поширеними є інші місцеві мови, а також англійська мова.

## Адміністративний поділ
Мімаропа складається з 5-ти провінцій, одного високоурбанізованого міста Пуерто-Принсеса, міста Калапан, 71 муніципалітету та 1 458 баранґаїв.
| Провінція        | Провінція        | Адміністративний центр | Населення (2015) | Площа        | Міста | Муніципалітети | Баранґаї | Координати                                                    |  |
| ---------------- | ---------------- | ---------------------- | ---------------- | ------------ | ----- | -------------- | -------- | ------------------------------------------------------------- |  |
| Маріндук         | Маріндук         | Боак                   | 234 521          | 952,58 км2   | 0     | 6              | 218      | 13°24′ пн. ш. 121°58′ сх. д. / 13.400° пн. ш. 121.967° сх. д. |  |
| Західний Міндоро | Західний Міндоро | Мамбурао               | 487 414          | 5 865,7 км2  | 0     | 11             | 162      | 13°00′ пн. ш. 120°55′ сх. д. / 13.000° пн. ш. 120.917° сх. д. |  |
| Східний Міндоро  | Східний Міндоро  | Калапан                | 844 059          | 4 238,4 км2  | 1     | 14             | 426      | 13°00′ пн. ш. 121°25′ сх. д. / 13.000° пн. ш. 121.417° сх. д. |  |
| Палаван          | Палаван          | Пуерто-Принсеса        | 849 469          | 14 649,7 км2 | 0     | 23             | 367      | 10°00′ пн. ш. 118°50′ сх. д. / 10.000° пн. ш. 118.833° сх. д. |  |
| Ромблон          | Ромблон          | Ромблон                | 292 781          | 1 533,5 км2  | 0     | 17             | 219      | 12°33′ пн. ш. 122°17′ сх. д. / 12.550° пн. ш. 122.283° сх. д. |  |
| Пуерто-Принсеса  |                  | —                      | 255 116          | 2 381,02 км2 | —     | —              | 66       | 09°44′ пн. ш. 118°44′ сх. д. / 9.733° пн. ш. 118.733° сх. д.  |  |
| Разом            | Разом            | Разом                  | 2 963 360        | 29 621 км2   | 2     | 71             | 1 458    | 10°40′ пн. ш. 119°30′ сх. д. / 10.667° пн. ш. 119.500° сх. д. |  |
|                  |                  |                        |                  |              |       |                |          |                                                               |  |

## Економіка
До основних галузей економіки належать сільське господарство, лісове та рибне господарство, гірничодобувна промисловість та видобуток корисних копалин (природний газ). Основні продукти: кукурудза, рис, велика рогата худоба, риба.

## Туризм
В регіоні є багато популярних туристичних місць: печера Батхала, затока Баланакан, форт Сан-Андреас, гора Гуйтінг-Гуйтінг, Національний парк підземної річки в Пуерто-Принсеса, морський парк-заповідник Ель Нідо на острові Палаван та інші.